# 伊予鉄タクシー
伊予鉄タクシー株式会社（いよてつタクシー、英: IYOTETSU Taxi Co., Ltd.）は、伊予鉄グループ傘下のタクシー事業者。松山市周辺を営業エリアとしている。

## 沿革
- 1976年 - 伊豫鉄道からタクシー事業が分社化され（伊予鉄ハイヤーの名称）、伊予鉄タクシーを設立。
- 2005年 - ICい〜カードへの対応を開始（松山地区のみ）。
- 2024年 - 9月11日：初のEVタクシーを10台導入[1]。

## 営業所
- 本社及び本社営業所
  - 愛媛県松山市竹原2丁目3-15

かつては一番町、道後、久米、平井、古町、三津、余戸及び八幡浜に営業所が存在した。
専用の乗り場は一番町、伊予鉄道郊外線各駅（松山市・古町・余戸・三津・久米・平井）、市内線（城南線）道後温泉駅に存在する。

## 車両
同じ伊予鉄グループ傘下にはマツダオートザム伊予鉄松山が存在するが、車両はトヨタ自動車製を使用する。ジャンボタクシーはハイエースグランドキャビン、中型車はクラウンコンフォートまたはクラウンセダン、小型車はコンフォート、EVは日産リーフ。

車両台数は中型車11台、小型車29台、EV10台、アルファード4台、レクサス3台、ジャンボタクシー10台、シエンタ2台、セレナ1台、合計：70台である。

## 備考
男性乗務員の制服、制帽は、親会社から分離した経緯もあり、長年、伊予鉄道や伊予鉄バスの乗務員のものと同一であった。尚、女性乗務員の制服は独自のものを採用していたが、平成27年9月に伊予鉄道・伊予鉄バスの制服と類似なものに変更されている。
尚、労働組合も、日本私鉄労働組合総連合会（私鉄総連）に加盟している。
無線機及び配車システムは、長年三菱電機製のものが使用されていた。三菱電機が無線機及び配車システム事業から撤退したため、現在は新潟通信機製の無線機及び配車システムに変更されている。